# FASTQ
Формат FASTQ — текстовый формат данных, используемый для представления биологической последовательности (обычно нуклеотидной последовательности) и показателей качества каждого элемента последовательности. Элементы последовательности и их показатели качества кодируются для краткости одиночными символами ASCII. Применяется в биоинформатике.
Первоначально формат был разработан в Wellcome Trust Sanger Institute для объединения отформатированной последовательности FASTA и данных о качестве элементов, но затем он стал стандартом де-факто для хранения результатов высокоэффективных инструментов секвенирования, в частности для анализаторов генома корпорации Illumina.
Формат FASTQ не стандартизирован и различные аппаратно-программные системы обработки информации, использующие его для входных/выходных данных, могут иметь некоторые различия (например, разные системы кодирования показателя качества элементов последовательности).

## Формат
Документ FASTQ обычно использует четыре строки на каждую последовательность.
- Строка 1 начинается с символа «@», за ней следует идентификатор последовательности и необязательное описание (например, строка заголовка FASTA).
- Строка 2 — это необработанные символы последовательности.
- Строка 3 начинается с символа «+» и является необязательной, после чего снова следует тот же идентификатор последовательности (и любое описание).
- Строка 4 кодирует значения качества для последовательности в строке 2 и должна содержать то же количество символов, что и строка последовательности.

```
@SEQ_ID
GATTTGGGGTTCAAAGCAGTATCGATCAAATAGTAAATCCATTTGTTCAACTCACAGTTT
+
!''*((((***+))%%%++)(%%%%).1***-+*''))**55CCF>>>>>>CCCCCCC65

```

Байт, представляющий качество, варьируется от 0x21 (самое низкое качество; '!' в ASCII) до 0x7e (самое высокое качество; '~' в ASCII). Ниже приведены символы значения качества в порядке возрастания качества слева направо (ASCII):
```
!"#$%&'()*+,-./0123456789:;<=>?@ABCDEFGHIJKLMNOPQRSTUVWXYZ[\]^_`abcdefghijklmnopqrstuvwxyz{|}~
```

Исходные файлы Sanger FASTQ также позволяли разбивать строки последовательности и качества на несколько строк файла, но это, как правило, не рекомендуется, поскольку может затруднить синтаксический анализ из-за неудачного выбора «@» и «+» в качестве маркеров (эти символы также могут встречаться в строке качества).

## Вариации
- Формат Sanger позволяет кодировать показатель качества Phred от 0 до 93, используя символы ASCII от 33 до 126.
- Формат Solexa/Illumina 1.0 позволяет кодировать показатели качества Solexa/Illumina от −5 до 62, используя символы ASCII от 59 до 126.